# Luis Sagi Vela
Luis Sagi-Vela (Madrid; 17 de febrero de 1914 - ibid.  16 de febrero de 2013) fue un barítono español, hijo del famoso barítono catalán Emilio Sagi Barba y de la soprano valenciana Luisa Vela.
Considerado uno de los mejores cantantes de zarzuela y ópera del siglo XX, sus padres quisieron que estudiara Ingeniería, pero, tras comenzar la carrera de ingeniero eléctrico, la abandona tomando la decisión de una dedicación total a la música.

## Carrera artística
Debuta a los 18 años en el Teatro Ideal en 1932 representado La rosa del azafrán, obra del maestro Guerrero que su padre había estrenado dos años antes, y que en esta ocasión la dirige. La siguen Los cadetes de la Reina y luego de ello parte de gira con su propia compañía, nacida de la que le legara su padre, convirtiéndose en el empresario más joven del momento.
Aunque su primer estreno importante fue El ama de Jacinto Guerrero, se considera su éxito más importante el estreno de La del manojo de rosas de Pablo Sorozábal en el Teatro Fuencarral el 13 de noviembre de 1934 con María Vallojera. Un año más tarde estrena con ella Me llaman la presumida, de Francisco Alonso.
Durante la Guerra Civil Española participó en el frente de Madrid. Además tuvo la oportunidad de actuar con gran éxito en Argentina y realiza giras por toda América, incluyendo en Estados Unidos actuaciones en la radio WOR y en la cadena de radio NBC
Una vez concluida la contienda vuelve a España y estrena Montecarmelo, de Federico Moreno Torroba, en el Teatro Calderón, con Selica Pérez Carpio y Pepita Rollán. En 1942 estrena en el Teatro de la Zarzuela las obras de Torroba Maravilla y La caramba, con la soprano Matilde Vázquez.
Aunque su repertorio no alcanza el de su padre, ha llegado a interpretar en España más de veinticinco zarzuelas diferentes entre las que destacan :
- La del manojo de rosas
- El príncipe azul
- El maestro ilusión
- Me llaman la presumida
- Llévame en tu coche
- Mambrú se fue a la guerra
- Golondrina de Madrid
- Manuelita Rosas
- Al sur del Pacífico
- El caballero de Barajas
- Anoche soñé contigo
- Monte Carmelo
- La barbiana
- La chiquita piconera
- Luisa Fernanda de Federico Moreno Torroba
- Don Gil de Alcalá de Manuel Penella (interpretada como tenor)
- El rey que rabió (interpretada como tenor)
- El barberillo de Lavapiés (interpretada como tenor)

Como su padre, interpreta también operetas como El conde de Luxemburgo y La viuda alegre, comedias musicales como Qué sabes tú (1944), El pupilo del andaluz (1945) lo que eleva su repertorio total a unos sesenta y ocho títulos diferentes. Su repertorio operístico, si bien escaso, es importante, con obras como La Traviata y Lucía de Lammermoor.
Realizó varias incursiones como protagonista en el cine, como El huésped del sevillano de Enrique del Campo para Artes Film en 1939, El último húsar, de Luis Marquina en los estudios Cinecittà de Roma en 1940 y Música de ayer de Juan de Orduña, estrenada el 1 de enero de 1958 y pone la voz en numerosas grabaciones para tv de famosas zarzuelas como El caserío o El huésped del sevillano.
En 1960 se retira de la escena. Solo volverá en 1966, interpretando a Don Quijote en El hombre de La Mancha, en el Teatro de la Zarzuela de Madrid y en el Teatro Calderón de Barcelona. Desde esas fechas vuelve al cine con el director Juan de Orduña, para el que interpreta Maruxa' (1968) , La Revoltosa (1969) y El Caserío (1972).
Pese a su retiro de la escena no se desliga de la música, componiendo varias obras y escribiendo libros. Fue profesor de canto de algunos reputados cantantes españoles de variados géneros, como Marisol. Dirige y llega a presidir varias sellos discográficos, como EMI-Odeón e Iberofón.

## Lazos familiares
Como anécdota cabe reseñar que Luis Sagi-Vela fue hermano de Emilio Sagi Liñán, conocido como "Sagi-Barba", y que fue un famoso futbolista del FC Barcelona de los años 20, fruto del matrimonio de su padre, Emilio Sagi Barba con su primera esposa.
Luis Sagi-Vela tiene 6 hijos: María Luisa, Javier, José María, Paloma, Carmen y Elena.
Tres sobrinos de Luis Sagi Vela (Gonzalo Sagi-Vela, José Luis Sagi-Vela y Alfonso Sagi-Vela) también destacaron en el mundo del deporte de élite, aunque esta vez en el baloncesto.
Quién sí continuó la tradición escenográfica de la familia fue su sobrino Emilio Sagi, director de escena que, entre otras cosas, dirigió el Teatro de la Zarzuela de Madrid.

## Obras
- Melodías de guerra
- Historia de la música. Editorial Anaya, 1977, ISBN 978-84-207-2408-9
- Un cierto modo de vivir. Editorial EDAF, 1981, ISBN 978-84-7166-742-7
- La Zarzuela detrás del telón. El Francotirador Ediciones - Buenos Aires,1998, ISBN 950-850-220-7